# 孙雨朦、孙雨彤
孙雨朦和孙雨彤（1994年8月29日—）是一对雙胞胎姐妹，生于江苏南京，现同为中国中央电视台主持人、记者。

## 姐妹生平
1994年8月29日，二人出生在江苏南京一个知识分子家庭，孙雨朦为姐姐，孙雨彤为妹妹。
姐妹俩小学1至3年级在逸仙小学就读且在同一班，四年级转学到拉萨路小学银城分校并被分在不同班级。2006年小学升初中时二人考上南京外国语学校，并在此校读完初中、高中。高二时二人选择了文科班，被分在不同班级。2012年二人入围复旦大学保送考试（外语类），并在南外保送复旦的名单中名列第一和第二。二人都是学习英语专业，大三时考取了高级口译证书。2016年5月，二人从复旦毕业并保送至哈佛大学教育研究生院，2017年5月研究生毕业。
二人爱好广泛，除绘画、舞蹈、弹琴外，初一时主持过年级文艺汇演，高一时参加学校健美操队，后都考上“健美操二级运动员”。大学期间，二人对主持产生兴趣，加入复旦主持人队，并曾在2013年11月主持一场有马化腾、马明哲、马云出席的互联网金融论坛，这次主持使二人走红网络，部分媒体冠以“复旦校花”，2015年还在网上一份“中国大学校花排行榜”中居榜首。孙雨朦的高三班主任评价孙雨朦是个踏实、专注的女生，如非兼顾学业她可能会成为健美操国家一级运动员。孙雨彤的高二班主任评价孙雨彤真诚、热情、认真，性格好、成绩好，智商、情商都很高。
2017年5月，孙雨朦向粉丝直播分享了硕士毕业的体验，视频引得超17万用户观看，获香港《南华早报》报道。在此时，新浪微博上孙雨朦有37万名粉丝，孙雨彤有29万名粉丝。
2017年8月，二人入职中国中央电视台，在CCTV-4频道（国际部）工作。此后参与多部央视综艺、新闻节目的制作。

## 孙雨朦的发展
央视栏目《中国舆论场》记者，主创之一（文案策划），新媒体直播间主播。

## 孙雨彤的发展
2020年1月28日，孙雨彤从北京首都机场飞往台北，开始个人的第二次记者驻台，计划为3个月。由于2019冠状病毒病疫情爆发，媒体人员无法正常轮换，孙雨彤及同事困于台湾，截至2021年5月底未返回中国大陆，期间持续作为央视记者发回在台湾的第一手报道。
2024年4月，孙雨彤作为央视记者在台湾现场报道花莲地震。

## 综艺节目
2012年5月10日，江苏卫视《一站到底》选手
2013年，安徽卫视访谈节目《说出你的故事》，陈鲁豫主持
2016年4月29日，湖南卫视《天天向上》嘉宾
2017年10月，央视科普节目《加油！向未来》嘉宾
2018年中央广播电视总台中秋晚会新闻通气会记者。2022年央视“秋晚探班系列短视频”主持人。

## 影视节目
2015年，二人主演新航道国际教育集团微电影《无奋斗不青春》，故事按两姐妹真实经历改编。